# Nyctixalus pictus
Nyctixalus pictus és una espècie d'amfibi que viu a Brunei, Indonèsia, Malàisia, les Filipines, Singapur i Tailàndia.
Està amenaçada d'extinció per la pèrdua del seu hàbitat natural.